# Copelatus debilis
Copelatus debilis es una especie de escarabajo buceador del género Copelatus, de la subfamilia Copelatinae, en la familia Dytiscidae. Fue descrito por Sharp en 1882.
Mide 3.7 a 4.1 mm. Los élitros tienen 5 a 6 estrías discales. Se encuentra en el sur de Estados Unidos (Texas) hasta América central.